# Wydział Chemiczny Politechniki Łódzkiej
Wydział Chemiczny Politechniki Łódzkiej – jeden z wydziałów Politechniki Łódzkiej, kształcący w zakresie nauk i technologii chemicznych. Istnieje od początku funkcjonowania Politechniki Łódzkiej, czyli od czerwca 1945.

## Historia Wydziału
Jako założycieli Wydziału wymienia się troje profesorów chemii: Osmana Achmatowicza, Alicję Dorabialską i Tadeusza Wojno. Wzięli oni udział w wydziałowym posiedzeniu organizacyjnym 26 czerwca 1945, podczas którego prof. Wojno mianowano dziekanem, a prof. Achmatowicza – prodziekanem wydziału.
W pierwszym roku akademickim 1945/46 na wydziale utworzono 9 katedr:
- Katedra Matematyki i Zakład Matematyki Ogólnej – kierownik Edward Otto,
- Katedra i Zakład Fizyki – kierownik Władysław Kapuściński,
- Katedra i Zakład Chemii Nieorganicznej – kierownik Edward Józefowicz,
- Katedra i Zakład Chemii Fizycznej – kierownik Alicja Dorabialska,
- Katedra Maszynoznawstwa Chemicznego – kierownik Czesław Mikulski,
- Katedra i Zakład Chemii Ogólnej – kierownik Bogumił Wilkoszewski,
- Katedra i Zakład Chemii Organicznej – kierownik Osman Achmatowicz,
- Katedra Technologii Włókna i Farbiarstwa – kierownik Edmund Trepka,
- Katedra Technologii Kauczuku i Mas Plastycznych – kierownik Stanisław Kiełbasiński.

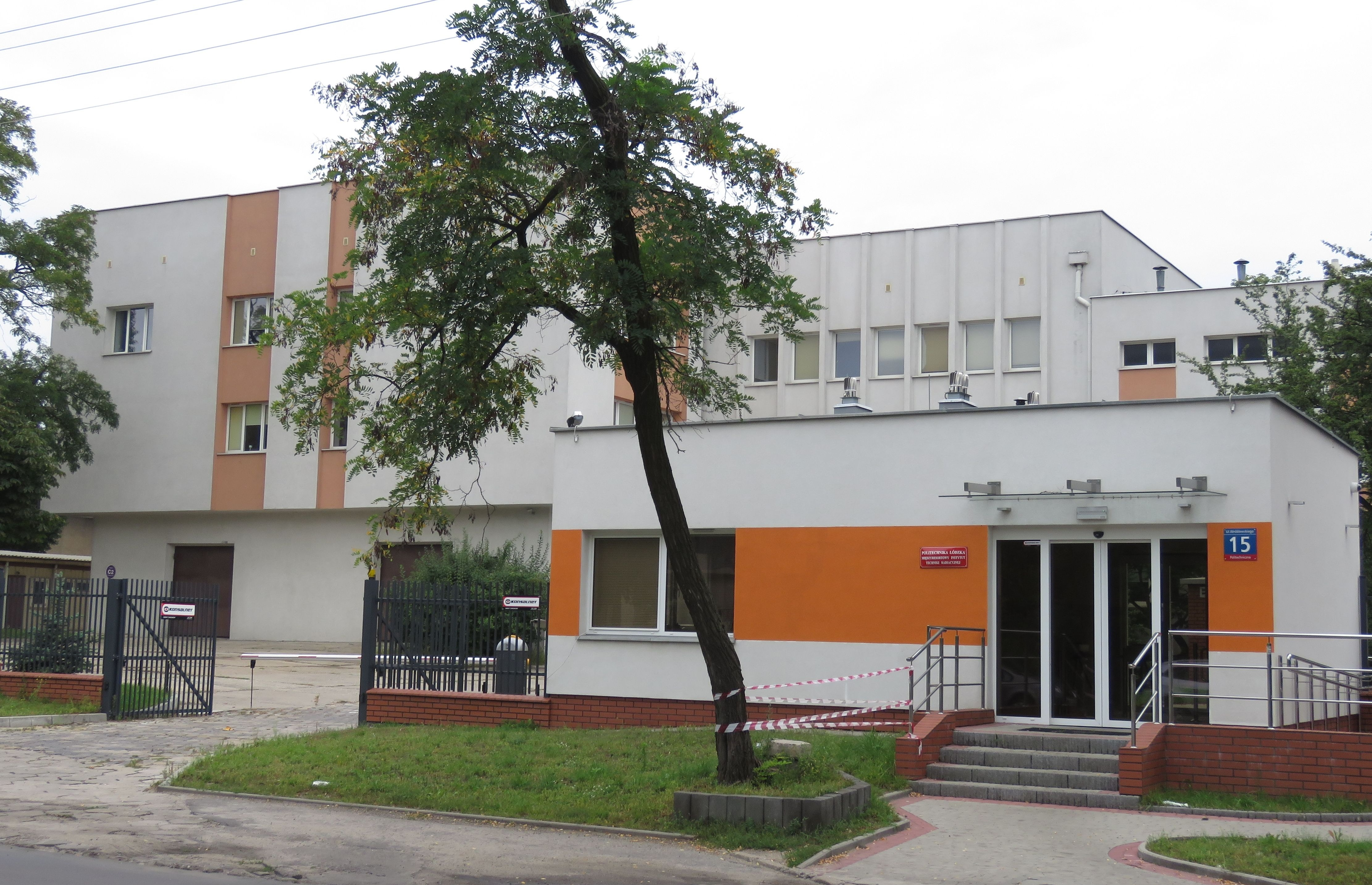
Instytut Techniki Radiacyjnej

W kolejnych latach utworzono siedem dalszych katedr i jeden instytut. Były to:
- Katedra Technologii Nieorganicznej (1946), w 1970 weszła w skład nowo utworzonego Instytutu Chemii Ogólnej
- Katedra Technologii Organicznej (1948)
- Katedra i Zakład Technologii Chemicznej Barwników Organicznych (1949)
- Katedra Technologii Celulozy i Papieru (1952)
- Katedra Technologii Garbarstwa (1958)
- Katedra i Zakład Chemii Radiacyjnej (1962), w 1966 przekształcona w Instytut Techniki Radiacyjnej
- Katedra Syntezy Organicznej (1965)

### Dziekani Wydziału
- Tadeusz Wojno (1945)
- Alicja Dorabialska (1945–1947 i 1948–1951)
- Edward Józefowicz (1947–1948, 1951–1953, 1958–1960)
- Witold Janowski (1953–1954)
- Edmund Trepka (1954–1956)
- Bolesław Bochwic (1956–1958)
- Stanisław Chrzczonowicz (1960–1967)
- Henryk Błasiński (1967–1968 p.o.)
- Jan Michalski (1968–1970)
- Jerzy Ruciński (1970–1972)
- Kazimierz Studniarski (1972–1975)
- Tadeusz Paryjczak (1975–1981, 1984–1990, 1993–1999)
- Włodzimierz Surewicz (1981–1984)
- Józef Mayer (1990–1993)
- Marian Zaborski (1999–2005)
- Henryk Bem (2005–2008)
- Piotr Paneth (2008–2012)
- Stefan Jankowski (2012–2015)
- Jerzy L. Gębicki (2015-2016)
- Małgorzata I. Szynkowska-Jóźwik (od 2016)

## Struktura Wydziału
Obecnie w skład Wydział Chemiczny wchodzi pięć instytutów i jedna katedra:
- Instytut Chemii Ogólnej i Ekologicznej
- Instytut Chemii Organicznej,
- Międzyresortowy Instytut Techniki Radiacyjnej,
- Instytut Technologii Polimerów i Barwników,
- Katedra Fizyki Molekularnej.

Kadra naukowo-dydaktyczna liczy obecnie ok. 130 nauczycieli akademickich, a wśród nich 44 profesorów (profesorów tytularnych i doktorów habilitowanych). Do 2013 r. Wydział ukończyło ok. 6000 studentów, uzyskując tytuł zawodowy inżyniera lub magistra inżyniera. Przeciętnie na Wydziale studiuje około 1200 osób. Wydział posiada uprawnienia do nadawania stopnia doktora habilitowanego.

## Władze
- Dziekan – prof. dr hab. inż. Małgorzata I. Szynkowska-Jóźwik
- Prodziekan ds. nauki i innowacji – prof. dr hab. inż. Dariusz Bieliński
- Prodziekan ds. kształcenia – dr hab. inż. Beata Brożek-Płuska, prof. uczelni
- Prodziekan ds. studenckich – dr hab. inż. Izabela Witońska, prof. uczelni

## Kierunki kształcenia
Wydział prowadzi sześć kierunków studiów w trybie stacjonarnym:
- Chemia – 3,5-letnie studia I stopnia, 1,5-letnie studia II stopnia i 4-letnie studia III stopnia,
- Technologia chemiczna – w ramach studiów I, II i III stopnia,
- Nanotechnologia (od 2008, makrokierunek) – studia I i II stopnia,
- Chemia budowlana (od 2011, studia I i II stopnia, kierunek międzyuczelniany w połączeniu z Akademią Górniczo-Hutniczą w Krakowie i Politechniką Gdańską)[3],
- Advanced Biobased and Bioinspired Materials (ABIOM) (od 2017 roku) – studia I stopnia w języku angielskim[4]
- Analityka chemiczna (od 2018 roku) – studia I stopnia[5]
- Chemia w kryminalistyce – studia II stopnia[6]

## Czasopismo Eliksir
Od 2015 roku Wydział wydaje czasopismo naukowo-dydaktyczne „Eliksir”, w którym publikowane są artykuły naukowe i popularnonaukowe dotyczące tematyki realizowanych prac badawczych.

## Koła naukowe
Na Wydziale działają trzy studenckie koła naukowe: Koło Chemików „Trotyl”, Studenckie i Doktoranckie Koło Naukowe „NANO” oraz Koło Naukowe „Polimer”. Wydział prowadzi również zajęcia laboratoryjne z chemii dla młodzieży ze szkół ponadpodstawowych w ramach Międzyszkolnego Koła Młodych Chemików.